# マスケット (1867年生まれの競走馬)
マスケット（Musket、1867年 - 1885年）は1880年代にニュージーランドで供用されていた種牡馬。オセアニアの歴史的名馬、Carbineの父として知られる。

## 経歴
1867年、イギリスで生まれる。馬名はマスケット銃に由来しており、祖父Longbow、父Toxophilite、仔Carbineに連なる軍事関連の命名である（Carbineの産駒に爆弾やピストルもいる）。生産者であるグラスゴー伯爵は、生産馬のうち牡馬のほとんどと、牝馬であっても気に入らなければ射殺するという変わった性格の持ち主であった。マスケットも2歳の時に殺されそうになるが、オスボーン調教師が助命懇願したためにすぐには殺されず、その後グラスゴー卿自身の死去によって処分を免れたという。グラスゴー卿の没後、マスケットはピール卿とジョージ・ペインの管財人2氏に譲渡されて競走馬となった。
競走馬としてのエピソードなどは残されていないが、アスコットステークスやフライングダッチマンハンデキャップ、クインアレクサンドラステークスなど14戦9勝、スタミナに優れた馬であった。
競走馬引退後に種牡馬となり、おおよそ6年間イギリスで供用された。とはいえ一流の成績でもなく、父が血友病、また母系が喉鳴り持ちだった事や、マスケット自身も軽度だが血友病あって人気は出なかった。
Petronel(ペテロネル)にもその傾向が見られた。
生産者のグラスゴー卿はすでに亡くなってはいたが、同氏の生産馬を売らないという方針が遺言でも残っていたため危うく処分されるところだったが、ニュージーランドのワイカト農協社から使いたいという要望が出たため、管財人のペインは1878年に99年間500ポンドのリースという形で輸出された。
イギリスに残された産駒のなかでは、Petronel（1880年2000ギニー、1881年ドンカスターカップ）がその後に活躍している。
ニュージーランドに送られたマスケットは、トマス・モーリンが所有するグレートオーチャード牧場に繋養された。最初はおもに半血馬の生産に使われていたが、有力なサラブレッド生産牧場の一つであるシルヴィア・パーク牧場へ転売され、1883年にMartini Henryがヴィクトリアダービーとメルボルンカップに優勝した。その後もNordenfeldtやCarbineを出し、種牡馬として成功していく。1885/1886、1888/1889、1890/1891の3シーズンはオーストラリアの首位種牡馬となった。
南半球に移ってからマスケットの子孫で血友病に罹ったり、その傾向を有する馬は現れなかった。
産駒のなかではCarbine、Trentonがとくに種牡馬として成功した。直系の子孫は1990年代に消滅したが、Carbineがイギリスに残したSpearmintを通じて、後世のサラブレッドにもかなりの影響を残している。

## 主要産駒
- Carbine - オセアニア史上最強クラスの競走馬。43戦33勝
- Petronel - 2000ギニー、ドンカスターカップ
- Nordenfeldt - ヴィクトリアダービー、オーストラリアンダービー、ニュージーランド首位種牡馬
- Martini Henry - ヴィクトリアダービー、メルボルンカップ
- Trenton - オーストラリア首位種牡馬
- Foul Shot、Cuirassier、Tirailleur - グレートノーザンダービー
- Maxim II、Scots Grey、Manton - 旧ニュージーランドダービー
- Hotchkiss - 種牡馬

## 血統表
| マスケットの血統                       | マスケットの血統                                                                      | マスケットの血統                                                                      | （血統表の出典）                                                                      | （血統表の出典） |
| 父系                                   | エクリプス系                                                                          | エクリプス系                                                                          | エクリプス系                                                                          | [ § 2 ]          |
| 父 Toxophilite (GB) 1855 鹿毛          | 父の父Longbow (GB) 1849 鹿毛                                                          | Thuriel                                                                               | Touchstone                                                                            | Touchstone       |
| 父 Toxophilite (GB) 1855 鹿毛          | 父の父Longbow (GB) 1849 鹿毛                                                          | Thuriel                                                                               | Verbena                                                                               |                  |
| 父 Toxophilite (GB) 1855 鹿毛          | 父の父Longbow (GB) 1849 鹿毛                                                          | Miss Bowe                                                                             | Catton                                                                                | Catton           |
| 父 Toxophilite (GB) 1855 鹿毛          | 父の父Longbow (GB) 1849 鹿毛                                                          | Miss Bowe                                                                             | Orville Mare                                                                          |                  |
| 父 Toxophilite (GB) 1855 鹿毛          | 父の母Legerdemain (GB) 1846 鹿毛                                                      | Pantaloon                                                                             | Castrel                                                                               | Castrel          |
| 父 Toxophilite (GB) 1855 鹿毛          | 父の母Legerdemain (GB) 1846 鹿毛                                                      | Pantaloon                                                                             | Idalia                                                                                |                  |
| 父 Toxophilite (GB) 1855 鹿毛          | 父の母Legerdemain (GB) 1846 鹿毛                                                      | Decoy                                                                                 | Filho da Puta                                                                         | Filho da Puta    |
| 父 Toxophilite (GB) 1855 鹿毛          | 父の母Legerdemain (GB) 1846 鹿毛                                                      | Decoy                                                                                 | Finesse                                                                               |                  |
| 母 West Australian Mare (GB) 1857 鹿毛 | 母の父West Australian (GB) 1850 鹿毛                                                  | Melbourne                                                                             | Humphrey Clinker                                                                      | Humphrey Clinker |
| 母 West Australian Mare (GB) 1857 鹿毛 | 母の父West Australian (GB) 1850 鹿毛                                                  | Melbourne                                                                             | Cervantes Mare                                                                        |                  |
| 母 West Australian Mare (GB) 1857 鹿毛 | 母の父West Australian (GB) 1850 鹿毛                                                  | Mowerina                                                                              | Touchstone                                                                            | Touchstone       |
| 母 West Australian Mare (GB) 1857 鹿毛 | 母の父West Australian (GB) 1850 鹿毛                                                  | Mowerina                                                                              | Emma                                                                                  |                  |
| 母 West Australian Mare (GB) 1857 鹿毛 | 母の母Brown Bess (GB) 1844 青鹿毛                                                     | Camel                                                                                 | Whalebone                                                                             | Whalebone        |
| 母 West Australian Mare (GB) 1857 鹿毛 | 母の母Brown Bess (GB) 1844 青鹿毛                                                     | Camel                                                                                 | Selim Mare                                                                            |                  |
| 母 West Australian Mare (GB) 1857 鹿毛 | 母の母Brown Bess (GB) 1844 青鹿毛                                                     | Brutandorf Mare                                                                       | Brutandorf                                                                            | Brutandorf       |
| 母 West Australian Mare (GB) 1857 鹿毛 | 母の母Brown Bess (GB) 1844 青鹿毛                                                     | Brutandorf Mare                                                                       | Gohanna Mare                                                                          |                  |
| 母系(F-No.)                            | (FN:3-d)                                                                              | (FN:3-d)                                                                              | (FN:3-d)                                                                              | [ § 3 ]          |
| 5代内の近親交配                        | Camel 5x5x3, Touchstone 4x4, Peruvian 5x5, Castrel・Selim 4x5, Whisker・Whalebone 5x4 | Camel 5x5x3, Touchstone 4x4, Peruvian 5x5, Castrel・Selim 4x5, Whisker・Whalebone 5x4 | Camel 5x5x3, Touchstone 4x4, Peruvian 5x5, Castrel・Selim 4x5, Whisker・Whalebone 5x4 | [ § 4 ]          |
| 出典                                   | 1. 2. 3. 4.                                                                           | 1. 2. 3. 4.                                                                           | 1. 2. 3. 4.                                                                           | 1. 2. 3. 4.      |